# Фана Клаеоплотук
Фана Клаеоплотук (1. фебруар 1967.) је тајландски војни официр који је служио као врховни командант Краљевске тајландске војске од 1. октобра 2024. и као заменик директора Команде за унутрашње безбедносне операције.

## Рани живот и образовање
Фана је рођен у Фром Бурију, Синг Бури, 1967. године. Син је генерала Приче Клаевплодтука, бившег специјалног саветника Краљевске тајландске војске и бившег генералног директора Команде за обуку војске, и Суфатре Клаеоплотука. Похађао је Припремну школу Академија оружаних снага и Краљевску војну академију Чулачомклао.